# Torneio End Zone 2015
O Torneio End Zone 2015, ou simplesmente TEZ 2015, foi a segunda edição do campeonato nacional feminino de futebol americano do Brasil. A competição foi organizada pela Liga Feminina de Futebol Americana (LIFEFA).
A equipe do Cariocas FA conquistou o bicampeonato ao derrotar o Vasco da Gama Patriotas na final.

## Fórmula de disputa
As cinco equipes jogam entre si em turno único. As duas equipes melhores classificadas decidem o campeonato em jogo único com mando de campo da melhor equipe. O primeiro critério de desempate é o saldo de pontos.

## Participantes
| Equipe                   | Cidade         |
| ------------------------ | -------------- |
| Atenas FA                | Vitória        |
| Aracaju Alfa             | Aracaju        |
| Cariocas FA              | Rio de Janeiro |
| Corinthians Steamrollers | São Paulo      |
| Vasco da Gama Patriotas  | Rio de Janeiro |

## Classificação da Primeira Fase
Classificados para a final estão marcados em verde.
| Pos | Times                    | V | E | D | PCT   | PF  | PS  | SP   |
| --- | ------------------------ | - | - | - | ----- | --- | --- | ---- |
| 1   | Cariocas FA              | 4 | 0 | 0 | 1.000 | 212 | 8   | 204  |
| 2   | Vasco da Gama Patriotas  | 3 | 0 | 1 | .750  | 128 | 20  | 108  |
| 3   | Aracaju Alfa             | 2 | 0 | 2 | .500  | 78  | 84  | -6   |
| 4   | Corinthians Steamrollers | 1 | 0 | 3 | .250  | 48  | 170 | -122 |
| 5   | Atenas FA[a]             | 0 | 0 | 4 | .000  | 8   | 192 | -184 |

Nota:

- a. ^  O Atenas FA desistiu da competição na Segunda Rodada alegando problemas financeiros. Assim foi decretada como vencedora a equipe adversária nos jogos que seriam realizados contra o Atenas FA pelo placar de 48 a 2 (W.O.), mesmo placar da derrota para o Cariocas FA na Primeira Rodada.[6]

### Resultados
Primeira Rodada
| 5 de julho |  | Atenas FA | 02–48 | Cariocas FA |  | Estádio Robertão, Serra-ES |  |

| 19 de julho | Relatório | Vasco da Gama Patriotas | 52–00 | Corinthians Steamrollers |  | Estádio Luso-Brasileiro, Rio de Janeiro-RJ |  |

Segunda Rodada
| 2 de agosto | Relatório | Cariocas FA | 12–06 | Vasco da Gama Patriotas |  | Estádio Luso-Brasileiro, Rio de Janeiro-RJ |  |

| 8 de agosto | W.O. | Aracaju Alfa | 48–02 | Atenas FA |  |  |  |

Terceira Rodada
| 29 de agosto | Relatório | Cariocas FA | 60–00 | Aracaju Alfa |  | Estádio Luso-Brasileiro, Rio de Janeiro-RJ |  |

| 27 de setembro | W.O. | Atenas FA | 02–48 | Corinthians Steamrollers |  |  |  |

Quarta Rodada
| 20 de setembro | Relatório | Corinthians Steamrollers | 00–92 | Cariocas FA |  | Estádio Municipal Euclides de Almeida, Cotia-SP |  |

| 26 de setembro | Relatório | Aracaju Alfa | 06–22 | Vasco da Gama Patriotas |  | SEST/SENAT, Aracaju-SE |  |

Quinta Rodada
| 11 de outubro | W.O. | Vasco da Gama Patriotas | 48–02 | Atenas FA |  |  |  |

| 17 de outubro | Relatório | Corinthians Steamrollers | 00–24 | Aracaju Alfa |  | Estádio José Lopes Neto, Cotia-SP |  |

## Final
| 29 de novembro | Relatório | Cariocas FA | 34–06 | Vasco da Gama Patriotas |  | Estádio Luso-Brasileiro, Rio de Janeiro-RJ |  |

## Premiação
| Torneio End Zone 2015             |
| Rio de Janeiro                    |
| --------------------------------- |
| Cariocas FA Bicampeão (2º título) |